# Terry Plank
Terry Ann Plank (Wilmington, 18 de octubre de 1963) es geoquímica y vulcanóloga estadounidense, y profesora de ciencias de la tierra en el Columbia College, Universidad de Columbia y el Observatorio de la Tierra Lamont Doherty. Fue becaria MacArthur 2012 y miembro de la Academia Nacional de Ciencias. Su trabajo más destacado se centra en la química de los cristales de los minerales de lava (principalmente olivinos) para determinar la edad y el movimiento del magma, lo que da pistas sobre la rapidez con que el magma puede salir a la superficie en forma de lava. En particular, Plank es conocida por su trabajo para establecer un vínculo más sólido entre la subducción de los sedimentos oceánicos y el vulcanismo en los arcos oceánicos. Su trabajo actual se puede ver en su sitio web. Plank afirma que su interés por los volcanes comenzó cuando su profesor de Dartmouth la llevó a ella y a otros estudiantes al volcán Arenal en Costa Rica. Les hizo sentarse y almorzar mientras estaban en la cima de un flujo de lava que se movía lentamente y mientras veían cómo salían gotas de lava de color rojo brillante de sus carcasas negras. "Fue totalmente genial, ¿cómo no podría gustarte eso?" Recordó Plank a State of the Planet, una fuente del Instituto de la Tierra de la Universidad de Columbia.

## Trayectoria
Plank nació en Wilmington, Delaware. De niña, creció cerca de una cantera de esquisto y fue la miembro más joven de la Sociedad Mineralógica de Delaware en tercer grado. Se graduó de Tatnall High School en 1981. Se licenció summa cum laude en Ciencias de la Tierra en el Dartmouth College en 1985 con su tesis Magmatic Garnets de Cardigan Pluton, NH, bajo la supervisión de John B. Lyons. Se doctoró (Ph.D.) en Geociencias en 1993 en el Observatorio de la Tierra Lamont-Doherty (Universidad de Columbia) con su tesis Mantle Melting and Crustal Recycling at Subduction Zones bajo la dirección de Charles H. Langmuir .
Tras iniciar su carrera postdoctoral en la Universidad de Cornell, Plank trabajó bajo la supervisión de W.M. White de 1993 a 1995. A partir de ahí, se convirtió en profesora asistente en la Universidad de Kansas de 1995 a 1999. Allí, colaboró con su asesor de doctorado de Columbia (Langmuir) para trabajar en su publicación más citada, The chemical composition of subducting sediment and its consequences for the crust and mantle. De 1999 a 2007, fue profesora de Ciencias de la Tierra en la Universidad de Boston (Profesor Asociado de 1999 a 2005 y Profesor de 2005 a 2007). Desde 2008, ha estado en la Universidad de Columbia en Nueva York, nombrada como profesora en Arthur D. Storke Memorial en su Departamento de Ciencias Ambientales y de la Tierra. Plank ha ocupado dos puestos de profesor invitado en Francia: el verano de 1998 en la Universidad de Rennes en Rennes y el verano de 2002 en la Universidad Joseph Fourier en Grenoble.
Ha dedicado su carrera a investigar el magma y los volcanes. Un área específica de su investigación es cómo la composición química del magma y los cristales que se forman durante la erupción pueden proporcionar información sobre la cantidad de agua presente en el momento y explicar su grado de explosividad. Utiliza el microanálisis y la modelización de la difusión de volátiles en inclusiones fundidas en cristales de olivino. Ha realizado trabajo de campo alrededor del cinturón de fuego, Filipinas, Nicaragua, Islandia y en todo el suroeste de los Estados Unidos, así como en las Islas Aleutianas. Plank es miembro del comité ejecutivo del Observatorio del Carbono Profundo. Otras dos de sus principales contribuciones a la investigación han sido la comprensión de la generación de magma y el reciclaje de la corteza en las zonas de subducción. Esto se consigue mediante la observación geoquímica de los minerales de olivino presentes en las lavas. Su investigación se centra en los magmas que evolucionan en el ciclo de la tectónica de placas, concretamente las zonas de subducción. Más específicamente, Plank ha publicado artículos notables que rastrean los sedimentos de los fondos marinos hasta su destino final como lava en los arcos volcánicos. La formación del magma a partir de sedimentos, cómo se decomprimen, a que temperatura y con que contenido de agua, sigue siendo la investigación en la que está más involucrada e interesada. Uno de los trabajos más notables de la Dra. Planks fue una colaboración con Langmuir en 1998. La composición química y sus consecuencias para la corteza y el manto no solo proporcionaron un vínculo en la composición química entre los sedimentos oceánicos en subducción y la composición de la lava de los volcanes de arco, sino que también abogaron por el desarrollo de una composición global de sedimentos en subducción (GLOSS) y un flujo similar al de la corteza continental superior (UCC). Desde entonces, Plank actualizó GLOSS a GLOSS-II en su publicación de 2014, Chemical composition of subducting sediments. En uno de sus artículos más recientes, Thermal structure and melting conditions in the mantle beneath the Basin and Range province from seismology and petrology, una colaboración con DW Forsyth, Plank revisó un termobarómetro de fusión del manto. Hicieron esta revisión para mostrar estimaciones más precisas de la presión y la temperatura de equilibrio del manto fundido en la región de Basin and Range de Estados Unidos.

## Reconocimientos
Plank recibió el Premio de Geología John Ebers mientras estaba en Dartmouth College. En 1998, Plank recibió la Medalla Houtermans de la Asociación Europea de Geoquímica, así como la Medalla Donath de la Sociedad Geológica de América. En 2012, Plank recibió la Beca MacArthur Genius y al año siguiente fue elegida miembro de la Academia Nacional de Ciencias. Recibió un doctorado honorario en Ciencias de Dartmouth en 2015, y en 2016 fue elegida miembro de la Academia Estadounidense de las Artes y las Ciencias. Recibió la Medalla Wollaston de la Sociedad Geológica de Londres en 2018.

### Membresía[8]
- Investigador de pregrado de verano, GSO University Rhode Island, 1984
- Beca del programa de perforación oceánica JOI/USSAC, 1988-1990
- Beca de posgrado de la Fundación Nacional de Ciencias, 1985-1988
- Beca posdoctoral de la Fundación Nacional de Ciencias, 1993-1994
- Miembro de la Sociedad Geológica de América, 1998
- Miembro de la Unión Geofísica Americana, 2008
- Miembro de la Sociedad Mineralógica de América, 2009
- Miembro de la Sociedad Geoquímica, 2011

## Publicaciones (selección)
- Thermal Structure and Melting Conditions in the Mantle beneath the Basin and Range Province from Seismology and Petrology. Plank, T.; DW Forsyth. Geochemistry, Geophysics, Geosystems, vol. 17, núm. 4, 2016, págs. 1312-1338. (2016).[11]
- The Chemical Composition of Subducting Sediments. Plank, T. en: HD Holland, KK Turekian (Eds. ), The Crust, Tratado de geoquímica (segunda ed.)4, Elsevier, Oxford (2014), págs. 607–629.[10]
- NanoSIMS results from olivine-hosted melt embayments: Magma ascent rate during explosive basaltic eruptions. Lloyd, AS; Tablón, T; Ruprecht, P; Hauri, EH, Rosa, W; Gonnermann, HM Journal of Vulcanology and Geothermal Research Volume: 283 p.: 1-18 (2014).[15]
- Melting during late-stage rifting in Afar is hot and deep. Ferguson, DJ; Maclennan, J.; Bastow, Idaho; Pylé, DM; Jones, SM, Keir; D., Blundy, JD; tablón, T.; Yirgu, G. Nature 07/2013 Volumen: 499 p.: 70-73 (2013) 0.1038/nature12292.[16]
- Why do mafic arc magmas contain ~4 wt% water on average? Plank, T., Kelley, KA, †Zimmer, MM, Hauri, EH y Wallace, PJ Earth and Planetary Science Letters, Frontiers Article Volume: 364 p.: 168-179 (2013).[17]
- Feeding andesitic eruptions with a high-speed connection from the mantle. Ruprecht, P. y Plank, T. Nature Volumen: 50 p.: 68-72 (2013) doi:10.1038/nature12342.[18]
- The Hf-Nd isotopic composition of marine sediments. Vervoort, Jeff D.; Tablón, Terry; Prytulak, Julie Geochimica Et Cosmochimica Acta 10/2011 Volumen: 75 p.: 5903-5926 (2011).[19]
- New geothermometers for estimating slab surface temperatures. Plank, T.; Cooper, L.; dotación; CE Nature Geoscience Volumen: 2 p.: 611-615 (2009)[20]